# Unión Bautista Latinoamericana
La Unión Bautista Latinoamericana (UBLA) es una organización cristiana evangélica que reúne y coordina a las Convenciones, Uniones, Fraternidades y Asociaciones de las Iglesias bautistas de América Latina y a sus comunidades de habla castellana y portuguesa en el mundo. Su sede central se encuentra en la ciudad de Guayaquil, Ecuador. Simultáneamente, es una de las seis agrupaciones regionales representadas en la Alianza Bautista Mundial.

## Historia

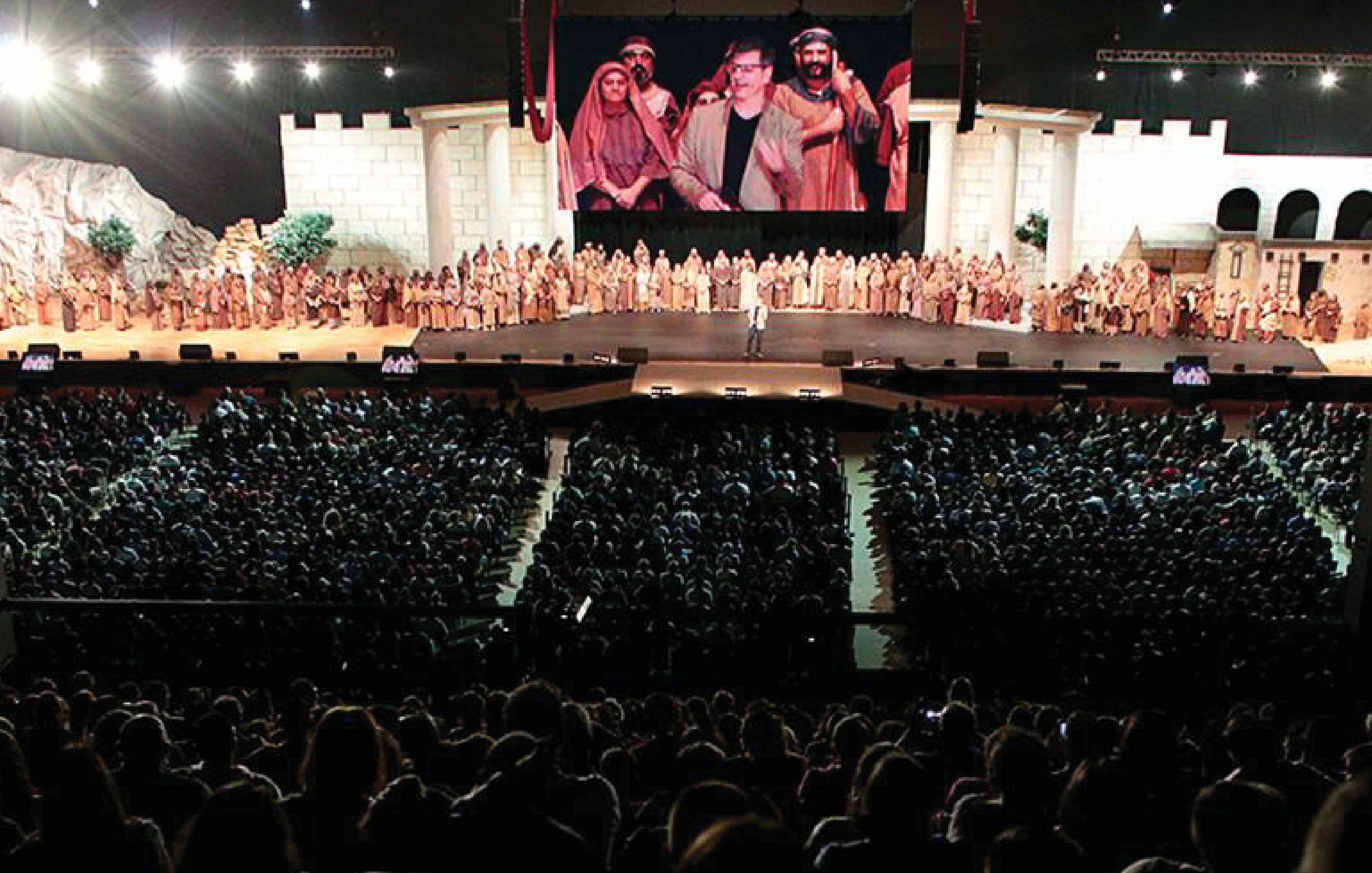
Espectáculo sobre la vida de Jesús durante un servicio en la Igreja da Cidade, afiliada a la Convención Batista Brasileña, en São José dos Campos.

Ya desde la década de los años 30, muchos dirigentes y pastores bautistas americanos planteaban la necesidad de unir y coordinar a los bautistas del continente, tal como ya se hacía en otros lugares, sin embargo, ninguna iniciativa prosperó hasta que recién en septiembre de 1975, en la ciudad de Lima, Perú, a propósito de una reunión convocada por la Alianza Bautista Mundial con representantes de siete convenciones nacionales y cinco juntas misioneras, se resolvió organizar la Unión Bautista Latinoamericana (UBLA), a ser conformada por todas las convenciones y uniones bautistas nacionales, y esperando también la participación y apoyo de las juntas misioneras.
Un año después, en septiembre de 1976, en la ciudad de Cochabamba, Bolivia, se reunieron delegados bautistas de Argentina, Brasil, Bolivia, Colombia, Chile, Ecuador, Paraguay, Perú, México, Venezuela, y representantes de la Misión Bautista Canadiense, la Junta de Misiones de Richmond, Estados Unidos, de la Misión Bautista Conservadora, la Comisión de Misiones Extranjeras de la Convención Batista Brasileña y de la Alianza Bautista Mundial, para constituir, por voto unánime, la Unión Bautista Latinoamericana.
La UBLA adoptó como máximo organismo directivo una Comisión Permanente, integrada por los representanes de las Convenciones y Juntas misioneras, y también eligió una Comisión Directiva, cuyo primer Presidente' electo fue Joao Falcao Sobrinho, de Brasil.
En abril de 2004, la UBLA aprobó en la ciudad de Cali, Colombia, una modificación a su estatuto en el artículo cuarto para aceptar como miembros de la organización a «las Convenciones, Uniones, Fraternidades, Instituciones, Denominaciones Bautistas, Iglesias e individuos pertenecientes a las iglesias bautistas de los respectivos países de toda América previamente reconocidos y aceptados de acuerdo con los reglamentos de la Organización».
Desde 2006, el presidente de la UBLA es el pastor Otto Arango, y su Secretario Ejecutivo (máximo cargo a tiempo completo) es el pastor Alberto Prokopchuk, de Argentina.
UBLA tiene un brazo de jóvenes llamado JUBLA (juventud bautista Latino Americana), a la cual pertenecen todas las uniones de jóvenes de todas las convenciones, denominaciones e iglesias de los países que pertenecen a UBLA.